# Мотта-д’Аффермо
Мотта-д’Аффермо (итал. Motta d'Affermo) — коммуна в Италии, расположена в области Сицилия, в провинции Мессина.
Население составляет 1150 человек (2008), плотность населения составляет 68 чел./км². Коммуна занимает площадь 15 км². Почтовый индекс — 98070. Телефонный код — 0921.
Покровителями коммуны почитаются святой апостол и евангелист Лука, празднование 18 октября, и святой Рох, празднование 16 августа.

## Демография
Динамика населения:

## Администрация коммуны
- Официальный сайт: http://www.comune.mottadaffermo.me.it/